# 出石そば

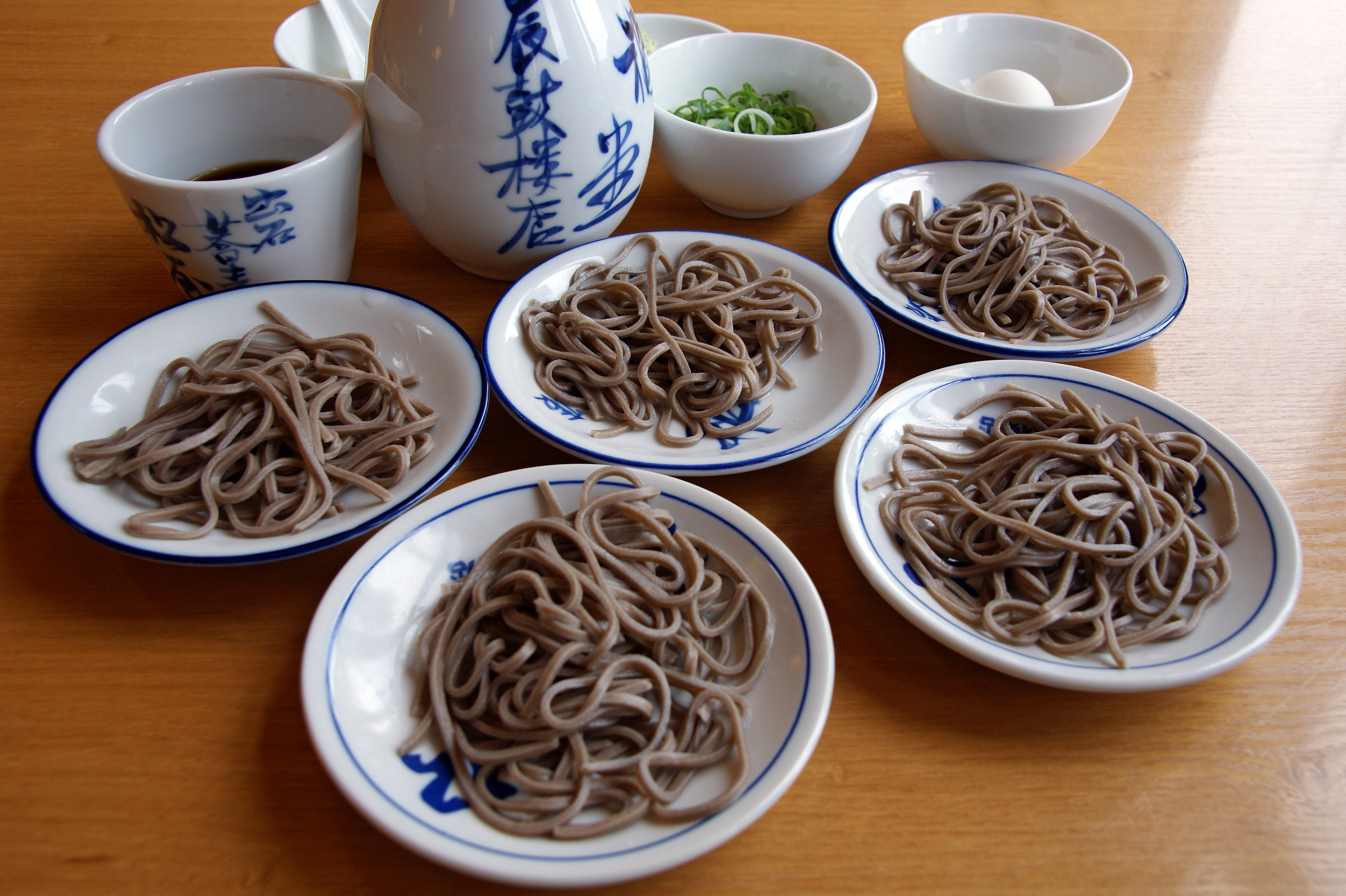
出石そば

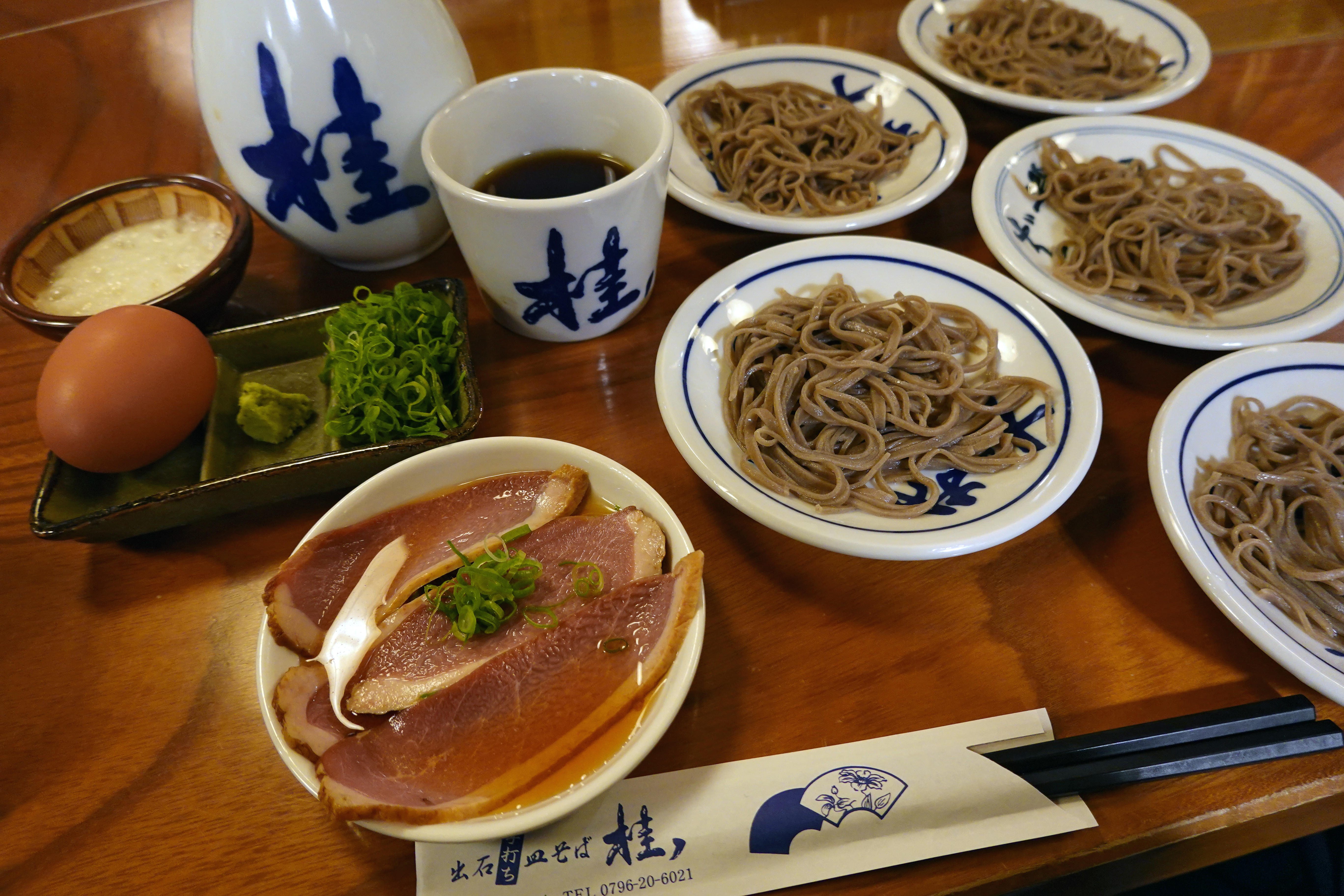
但馬鴨付き出石そば

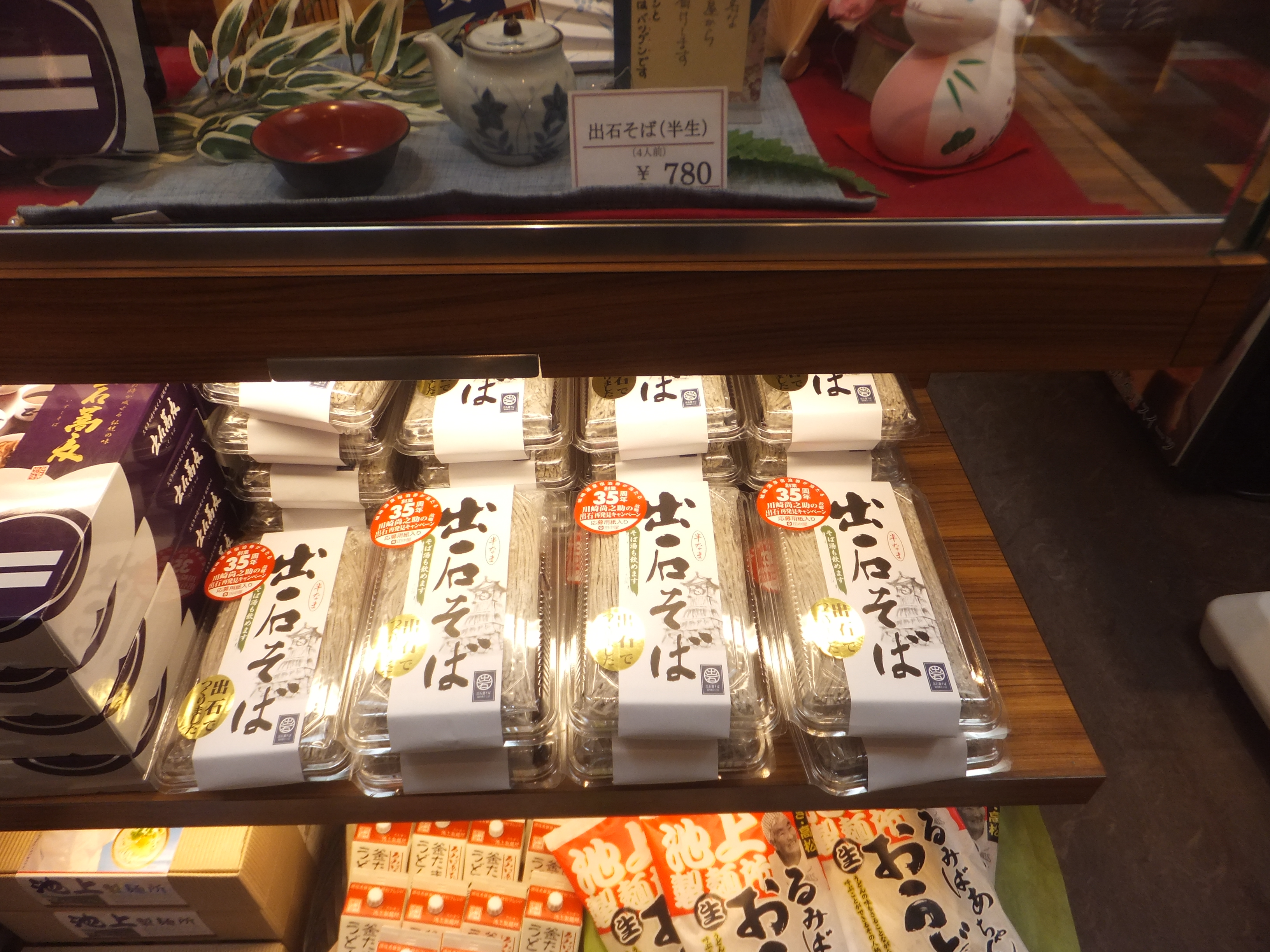
市販化されている出石そば

出石そば（いずしそば）は、兵庫県豊岡市出石町を中心に食されている郷土料理の蕎麦。

## 概要
江戸時代中期の宝永3年（1706年）、信濃国上田藩より但馬国出石藩に国替えとなった仙石政明が、蕎麦（信州そば）職人を連れてきたことが始まりとされる。現在は割り子そばの形態をとっており、この形式となったのは幕末の頃で、屋台で供される際に持ち運びが便利な手塩皿（てしょうざら）に蕎麦を盛って提供したことに始まるとされる。昭和30年代（1955年-1964年）に「出石皿そば」として現在見られる形態が確立された。
蕎麦を盛る小皿は、出石焼で各店舗オリジナルの絵付けがされており、各店の皿を見るのも楽しみ方の一つである。

## 特色
但馬の小京都と言われる出石の街には、50軒もの蕎麦屋がある。なお、イベントとして毎年4月第3日曜日にわんこそば形式の大食い大会「出石名物そば喰い大会」が出石城で開催される。
お店では、一人前が5皿であるが、地元では食べたお皿を重ねて箸の高さになると成人男性の一人前であると言われている。決められた量のそばを食べると、そば通の証などの記念品がもらえるお店もある。
2008年に出石皿そば協同組合が設立され、地域ブランド化を図る為に行政と連携して地元産そばの地産地消を推進。「コウノトリの」をブランド化し、認定されたそば生産組織と連絡調整を行い、JAたじまへ出荷された豊岡市産の玄ソバを出石皿そば協同組合を通じて出石地区のそば店に供給している。この事業に参加するソバ生産法人は中谷農事組合法人、殿そば生産組合、府市場・池上営農組合、堀営農組合、観音寺営農組合、出石そば生産組合の6団体である。
出石そば（いずしそば）は、2018年（平成30年）1月12日に商標登録された（商標登録第6010420号）。